# Handbook of the Birds of the World
Handbook of the Birds of the World (Довідник птахів світу) — багатотомне англомовне видання іспанського видавництва Lynx Edicions у співпраці з BirdLife International. Довідник є першим виданням, що охоплює всі сучасні види птахів. Складається з 16 основних томів, виданих протягом 1992—2011 рр., та декількох додатків. Редакторами є Хосеп дель Ойо, Andrew Elliott, Jordi Sargatal та David A. Christie. Вперше в одному виданні детально описано та наведено ілюстрації усіх видів певного класу тварин. До написання багатотомника було залучено понад 200 науковців-орнітологів, 35 художників та 834 фотографи з різних країн світу.
Матеріал кожного тому згруповано за родинами, з детальною вступною статтею про кожну родину. Далі наведено інформацію про окремі види за схемою: таксономія, підвиди та поширення, діагностичні ознаки, місця існування, живлення, гніздування, міграції, статус і охорона, бібліографія.
Кожний том є доволі об'ємним — має розміри 32 на 25 см, важить від 4 до 4,6 кг. Станом на 2017 р. один примірник кожного тому коштує 212 євро.
Як доповнення до багатотомного видання видавництво Lynx Edicions у 2002 р. започаткувало онлайн базу даних Internet Bird Collection. Уся інформація перебуває у вільному доступі. Мета проєкту — публікація відео, фото і звукозаписів, які розкривають особливості біології кожного виду птахів. База даних не є комерційним проєктом і наповнюється сотнями дописувачів з усього світу.
На початку 2013 р. Lynx Edicions запустило онлайн базу даних HBW Alive, яка включає опис родин та оновлену інформацію про види з усіх 16 основних томів та 1 додаткового.
Унаслідок перегляду таксономії вийшло два доповнення до основних томів — HBW and BirdLife International Illustrated Checklist of the Birds of the World (один том присвячено негоробиним (2014), інший — горобиним птахам (2016)).

## Характеристика томів
Українські назви родин наведено за Г. В. Фесенком, але з декількома винятками.

### Том 1: Страуси— Качкові
Виданий у 1992 році. Охоплює родини:
| - Struthionidae (Страусові) - Rheidae (Нанду) - Casuariidae (Казуарові) - Dromaiidae (Ему) - Apterygidae (Ківі) - Tinamidae (Схованохвости) - Spheniscidae (Пінгвінові) - Gaviidae (Гагарові) - Podicipedidae (Пірникозові) | - Diomedeidae (Альбатросові) - Procellariidae (Буревісникові) - Hydrobatidae (Качуркові) - Pelecanoididae (Пуфінурові) - Phaethontidae (Фаетонові) - Pelecanidae (Пеліканові) - Sulidae (Олушеві) - Phalacrocoracidae (Бакланові) - Anhingidae (Змієшийкові) | - Fregatidae (Фрегатові) - Ardeidae (Чаплеві) - Scopidae (Молотоголовові) - Ciconiidae (Лелекові) - Balaenicipitidae (Китоголовові) - Threskiornithidae (Ібісові) - Phoenicopteridae (Фламінгові) - Anhimidae (Паламедеєві) - Anatidae (Качкові) |

### Том 2: Катартові— Цесаркові
Виданий у 1994 році. Охоплює родини:
| - Cathartidae (Катартові) - Pandionidae (Скопові) - Accipitridae (Яструбові) - Sagittariidae (Птах-секретар) - Falconidae (Соколові) - Megapodiidae (Сміттєві кури) | - Cracidae (Краксові) - Meleagrididae (Індичкові) - Tetraonidae (Тетерукові) - Odontophoridae (Токрові) - Phasianidae (Фазанові) - Numididae (Цесаркові) |

### Том 3: Гоацинові— Алькові
Виданий у 1996 році. Охоплює родини:
| - Opisthocomidae (Гоацинові) - Mesitornithidae (Роутелові) - Turnicidae (Триперсткові) - Gruidae (Журавлеві) - Aramidae (Арамові) - Psophiidae (Агамієві) - Rallidae (Пастушкові) - Heliornithidae (Лапчастоногові) - Rhynochetidae (Кагові) - Eurypygidae (Тіганові) | - Cariamidae (Каріамові) - Otididae (Дрохвові) - Jacanidae (Яканові) - Rostratulidae (Мальованцеві) - Dromadidae (Крабоїдові) - Haematopodidae (Куликосорокові) - Ibidorhynchidae (Серподзьобові) - Recurvirostridae (Чоботарові) - Burhinidae (Лежневі) - Glareolidae (Дерихвостові) | - Charadriidae (Сивкові) - Scolopacidae (Баранцеві) - Pedionomidae (Ерантові) - Thinocoridae (Тинокорові) - Chionididae (Сніжницеві) - Stercorariidae (Поморникові) - Laridae (Мартинові) - Sternidae (Крячкові) - Rhynchopidae (Водорізові) - Alcidae (Алькові) |

### Том 4: Рябкові— Зозулеві
Виданий у 1997 році. Охоплює родини:
- Pteroclidae (Рябкові)
- Columbidae (Голубові)
- Cacatuidae (Какадові)
- Psittacidae (Папугові)
- Musophagidae (Туракові)
- Cuculidae (Зозулеві)

### Том 5: Сипухові— Колібрієві
Виданий у 1999 році. Охоплює родини:
| - Tytonidae (Сипухові) - Strigidae (Совові) - Steatornithidae (Гуахарові) - Aegothelidae (Еготелові) - Podargidae (Білоногові) | - Nyctibiidae (Потуєві) - Caprimulgidae (Дрімлюгові) - Apodidae (Серпокрильцеві) - Hemiprocnidae (Клехові) - Trochilidae (Колібрієві) |

### Том 6: Чепігові— Птахи-носороги
Виданий у 2001 році. Охоплює родини:
| - Coliidae (Чепігові) - Trogonidae (Трогонові) - Alcedinidae (Рибалочкові) - Todidae (Тодієві) - Momotidae (Момотові) - Meropidae (Бджолоїдкові) | - Coraciidae (Сиворакшеві) - Brachypteraciidae (Підкіпкові) - Leptosomidae (Кіромбові) - Upupidae (Одудові) - Phoeniculidae (Слотнякові) - Bucerotidae (Птахи-носороги) |

### Том 7: Якамарові— Дятлові
Виданий у 2002 році. Охоплює родини:
- Galbulidae (Якамарові)
- Bucconidae (Лінивкові)
- Capitonidae (Бородаткові)
- Ramphastidae (Туканові)
- Indicatoridae (Воскоїдові)
- Picidae (Дятлові)

### Том 8: Рогодзьобові— Галітові
Виданий у 2003 році. Охоплює родини:
| - Eurylaimidae (Рогодзьобові) - Philepittidae (Асітові) - Pittidae (Пітові) - Furnariidae (Горнерові) - Dendrocolaptidae (Дереволазові) | - Thamnophilidae (Сорокушові) - Formicariidae (Мурахоловові) - Conopophagidae (Гусеницеїдові) - Rhinocryptidae (Галітові) |

### Том 9: Котингові— Плискові
Виданий у 2004 році. Охоплює родини:
| - Cotingidae (Котингові) - Pipridae (Манакінові) - Tyrannidae (Тиранові) - Acanthisittidae (Стрільцеві) - Atrichornithidae (Гущакові) | - Menuridae (Лірохвостові) - Alaudidae (Жайворонкові) - Hirundinidae (Ластівкові) - Motacillidae (Плискові) |

### Том 10: Личинкоїдові— Дроздові
Виданий у 2005 році. Охоплює родини:
| - Campephagidae (Личинкоїдові) - Pycnonotidae (Бюльбюлеві) - Chloropseidae (Зеленчикові) - Irenidae (Іренові) - Aegithinidae (Йорові ) - Ptilogonatidae (Чубакові) - Bombycillidae (Омелюхові) | - Hypocoliidae (Омельгушкові) - Dulidae (Пальмовикові) - Cinclidae (Пронуркові ) - Troglodytidae (Воловоочкові) - Mimidae (Пересмішникові) - Prunellidae (Тинівкові ) - Turdidae (Дроздові) |

### Том 11: Мухоловкові— Кропив'янкові
Виданий у 2006 році. Охоплює родини:
| - Muscicapidae (Мухоловкові) - Platysteiridae (Прирітникові) - Rhipiduridae (Віялохвісткові) - Monarchidae (Монархові) | - Regulidae (Золотомушкові ) - Polioptilidae (Комароловкові) - Cisticolidae (Тамікові) - Sylviidae (Кропив'янкові) |

### Том 12: Гологоловові— Синицеві
Виданий у 2007 році. Охоплює родини:
| - Picathartidae (Гологоловові) - Timaliidae (Тимелієві) - Paradoxornithidae (Суторові) - Pomatostomidae (Стаднякові) - Orthonychidae (Чаучилові) | - Eupetidae (Флейтистові) - Pachycephalidae (Свистунові) - Petroicidae (Тоутоваєві) - Maluridae (Малюрові) - Dasyornithidae (Щетинкодзьобові) | - Acanthizidae (Шиподзьобові) - Epthianuridae (Цокалкові) - Neosittidae (Баргелеві) - Climacteridae (Королазові) - Paridae (Синицеві) |

### Том 13: Ремезові— Сорокопудові
Виданий у 2008 році. Охоплює родини:
| - Remizidae (Ремезові) - Aegithalidae (Довгохвостосиницеві) - Sittidae (Повзикові) - Tichodromadidae (Стінолазові) - Certhiidae (Підкоришникові) - Rhabdornithidae (Філіпінникові) | - Nectariniidae (Нектаркові) - Melanocharitidae (Фруктоїдові) - Paramythiidae (Ягодоїдові) - Dicaeidae (Квіткоїдові) - Pardalotidae (Діамантницеві) | - Zosteropidae (Окулярникові) - Promeropidae (Цукролюбові) - Meliphagidae (Медолюбові) - Oriolidae (Вивільгові) - Laniidae (Сорокопудові) |

### Том 14: Гладіаторові— Горобцеві
Виданий у 2009 році. Охоплює родини:
| - Malaconotidae (Гладіаторові) - Prionopidae (Багадаїсові) - Vangidae (Вангові) - Dicruridae (Дронгові) - Callaeatidae (Коральникові) - Notiomystidae (Гигієві) - Grallinidae (Скундові) - Struthideidae (Апостолові) - Artamidae (Ланграйнові) | - Pityriaseidae (Щетинкоголовові) - Cracticidae (Сорочицеві) - Paradisaeidae (Дивоптахові) - Ptilonorhynchidae (Наметникові) - Corvidae (Воронові) - Buphagidae (Ґедзеїдові) - Sturnidae (Шпакові) - Passeridae (Горобцеві) |

### Том 15: Ткачикові— Піснярові
Виданий у 2010 році. Охоплює родини:
| - Ploceidae (Ткачикові) - Estrildidae (Астрильдові) - Viduidae (Вдовичкові) - Vireonidae (Віреонові) - Fringillidae (В'юркові) - Drepanididae (Мамоєві) - Parulidae (Піснярові) |

### Том 16: Саякові— Трупіалові
Виданий у 2011 році. Охоплює родини:
| - Thraupidae (Саякові) - Cardinalidae (Кардиналові) - Emberizidae (Вівсянкові) - Icteridae (Трупіалові) |

### Спеціальний том: Нові види та загальний покажчик
Том вийшов друком 2013 р. Включає інформацію про 84 нові види птахів (у тому числі 15 вперше відкритих птахів в Амазонії), котрих описали після того, як вийшли відповідні томи.

### HBW та BirdLife International ілюстрований список видів світу. Том 1: Негоробині
Том вийшов друком 2014 р. Включає ілюстрації та карти усіх негоробиних птахів, включно із видами, які вимерли протягом останніх 1500 років.

### HBW та BirdLife International ілюстрований список видів світу. Том 2: Горобині
Том вийшов друком 2016 р. Включає ілюстрації та карти усіх горобиних птахів, включно із видами, які вимерли протягом останніх 1500 років.